# لويس ميتكالف
لويس ميتكالف (بالإنجليزية: Louis Metcalf)‏ هو بواق أمريكي، ولد في 28 فبراير 1905 في ويبستر غروفز في الولايات المتحدة، وتوفي في 27 أكتوبر 1981 في نيويورك في الولايات المتحدة.

## وصلات خارجية
- لويس ميتكالف على موقع ميوزك برينز (الإنجليزية)
- لويس ميتكالف على موقع أول ميوزيك (الإنجليزية)
- لويس ميتكالف على موقع ديسكوغز (الإنجليزية)